# Delicias de Concepción
Delicias de Concepción es un distrito del departamento de Morazán en El Salvador. Limita al norte con Osicala, Meanguera y Cacaopera; al este con Cacaopera y Yoloaiquín; al sur con Yoloaiquín y Chilanga; al oeste con Osicala.
Esta población surgió en 1897 cuando se unieron los cantones: Delicias de Concepción, la Cuchilla, El Volcán y El Tizate, que se repartían entre la población de Osicala, Cacaopera y Yoloaiquín.
Ejerciendo la Presidencia de la República el general Rafael Antonio Gutiérrez, el Poder Legislativo emitió, el 22 de marzo de 1897, el decreto en virtud del cual los cantones de Delicias de Concepción, La Cuchilla, El Volcán y El Tizate, de las jurisdicciones de Osicala, Cacaopera y Yoloayquín, se erigieron en pueblo, con el nombre de Delicias de Concepción. 

## Historia del distrito
Delicias de Concepción es un distrito del departamento de Morazán en El Salvador. Limita al norte con Osicala, Meanguera y Cacaopera; al este con Cacaopera y Yoloaiquín; al sur con Yoloaiquín y Chilanga; al oeste con Osicala.
Delicias un distrito con mucha naturaleza, ubicado en las faldas de la cordillera del Cacahuatique con una altura de 585 m sobre el nivel del mar.
Esta población surgió en 1897 cuando se unieron los cantones Delicias de Concepción, la Cuchilla, El Volcán y El Tizate, que se repartían entre Osicala, Cacaopera y Yoloaiquín.

## Datos de Interés
Posee una extensión territorial de 20.22 km2 , población de 4.621 habitantes, 585 m de altura sobre el nivel del mar, es villa desde el 2003, ubicado a 183 km de distancia de San Salvador, posee dos cantones y 16 caserios. Se celebran dos ferias en el año, una en agosto y otra en diciembre.

SUCESOS
Por  Ley de 11 de marzo de 1908, los cantones Las Venturas. y El Aceituno, de la jurisdicción de Yoloayquín, se incorporaron en la de Delicias de Concepción, pero tal disposición legislativa acarreó disidencias y trastornos en las municipalidades y vecinos de ambos pueblos. Hubo, pues, necesidad de dirimir el litigio y por Ley de 11 de abril de 1918, se reincorporaron a Yoloayquín los cantones mencionados y se fijó: ".. .como línea divisoria entre dichas poblaciones, la que partiendo del encuentro de las calles que se dirigen a la Joya en jurisdicción de Chilanga y la que se dirige a la hacienda de don Pedro Dárdano y de allí siguiendo una calle en línea recta hasta llegar al Picacho, que es un cerrito alto conocido con este nombre, en línea recta desde este lugar pasando al pie de la pilastra del Talpetate, al lado Sur, conocido con el nombre de la Ermita, y siguiendo línea recta al lugar denominado La Pitoreta; debiéndose fijar los mojones correspondientes". El trazo de esta línea divisoria llevase a cabo durante la administración de don Carlos Meléndez.
Se divide en 2 cantones y 16 caseríos. Limita al norte con Osicala y Cacaopera; al este con Cacaopera; al sur con Yoloaiquín y Chilanga y al oeste con Osicala.
Cuenta con cerros y ríos, entre ellos el río Torola. La población elabora productos de jarcia. Sus principales cultivos son: granos básicos, café, henequén, caña de azúcar, hortalizas y frutas. Existe crianza de ganado, porcinos y aves de corral.
Gran parte del sector productivo se basa en la producción de hortalizas y su comercialización respectiva en San Francisco Gotera o en Osicala, también hay mucha producción de hamacas y otras artesanías.
Lugares como la parte alta del distrito son un atractivo por su clima y su altura, además es un lugar adecuado donde comprar café de altura y de buena calidad.
Lugares que ofrecen comida rápida podemos mencionar Taqueria Chirlo, Taqueria Don Francisco, el turicentro el zungano ubicado sobre la carretera longitudinal del norte, también el río torola y su parte que cruza por el distrito es un atractivo que puede visitar.
Durante el Gobierno de Nayib Bukele. Se aprobó una ley que reduce los municipios en la República Salvadoreña. Esto ocurre en la fecha del 13 de junio de 2023 donde La Asamblea Legislativa aprobó la "Ley especial de reestructuración municipal" que divide a El Salvador en 44 municipios y 262 distritos, dentro de 14 departamentos. Ahora llamado como Distrito de Delicias de Concepción, del municipio de Morazán Sur del Departamento de Morazán

## Historia
La localidad nació en 1897 a raíz de la fusión de los cantones Delicias de Concepción, la Cuchilla, El Volcán y El Tizate, que se repartían entre los distritos de Osicala, Cacaopera y Yoloaiquín.

## Información general
El distrito cubre un área de 20.22 km² y la cabecera tiene una altitud de 590 m s. n. m. Sus fiestas patronales se celebran del 4 al 8 de diciembre en honor a la Inmaculada Concepción.
Pertenece al distrito de Osicala. Se divide en 2 cantones y 16 caseríos. Limita al norte con Osicala y Cacaopera; al este con Cacaopera; al sur con Yoloaiquín y Chilanga y al oeste con Osicala. 
Cuenta con cerros y ríos, entre ellos el río Torola. La población elabora productos de jarcia. Sus principales cultivos son: granos básicos, café, henequén, caña de azúcar, hortalizas y frutas. Existe crianza de ganado, porcinos y aves de corral.